# Cravate Club
Cravate Club est une pièce de théâtre française de Fabrice Roger-Lacan créée en 2001 au théâtre de la Gaîté-Montparnasse.
Elle a été adaptée au cinéma sous le même titre par Frédéric Jardin en 2002.

## Argument
Amis très proches, malgré des modes de vies très différents, Adrien et Bernard dirigent un cabinet d'architectes. Mais le soir des quarante ans de Bernard, Adrien lui apprend qu'il ne pourra pas assister à sa fête d'anniversaire à cause d'un dîner à son club.

## Distribution de la création
- Charles Berling : Bernard
- Édouard Baer : Adrien

Mise en scène : Isabelle Nanty
Costumes : Mimi Lempicka

## Distinctions
- Molières 2001 : Molière de la révélation théâtrale masculine  pour Édouard Baer

## Quelques reprises
- 2006 : théâtre les Montreurs d'images (Genève) et théâtre du Dé (Evionnaz), mise en scène Pascale Crombez
- 2006 : Trafalgar Studios (Londres), mise en scène Marianne Badrichani
- 2006 : théâtre La Pergola (Bordeaux)
- 2007 : théâtre le Laurette (Paris)
- 2007 : théâtre Le Petit Merlan (Marseille), mise en scène Dominique Noé
- 2008 : théâtre de la Roêle (Villers-les-Nancy), mise en scène: René Bianchini
- 2010 : théâtre Cinquième Salle de la Place des Arts (Montréal), mise en scène de Patrice Coquereau
- 2010 : théâtre de la Riereta (Barcelone), mise en scène de Caroline Lemaire
- 2011-2012 : théâtre de Nesle (Paris) puis Attila Théâtre (Avignon), mise en scène Caroline Lemaire
- 2014 : salle Jeanne d'Arc (Gérardmer), mise en scène Jérôme Thibault
- 2023: Théâtre le Pantographe (Vevey, Suisse), mise en scène Antony Mettler